# 중요조류지역

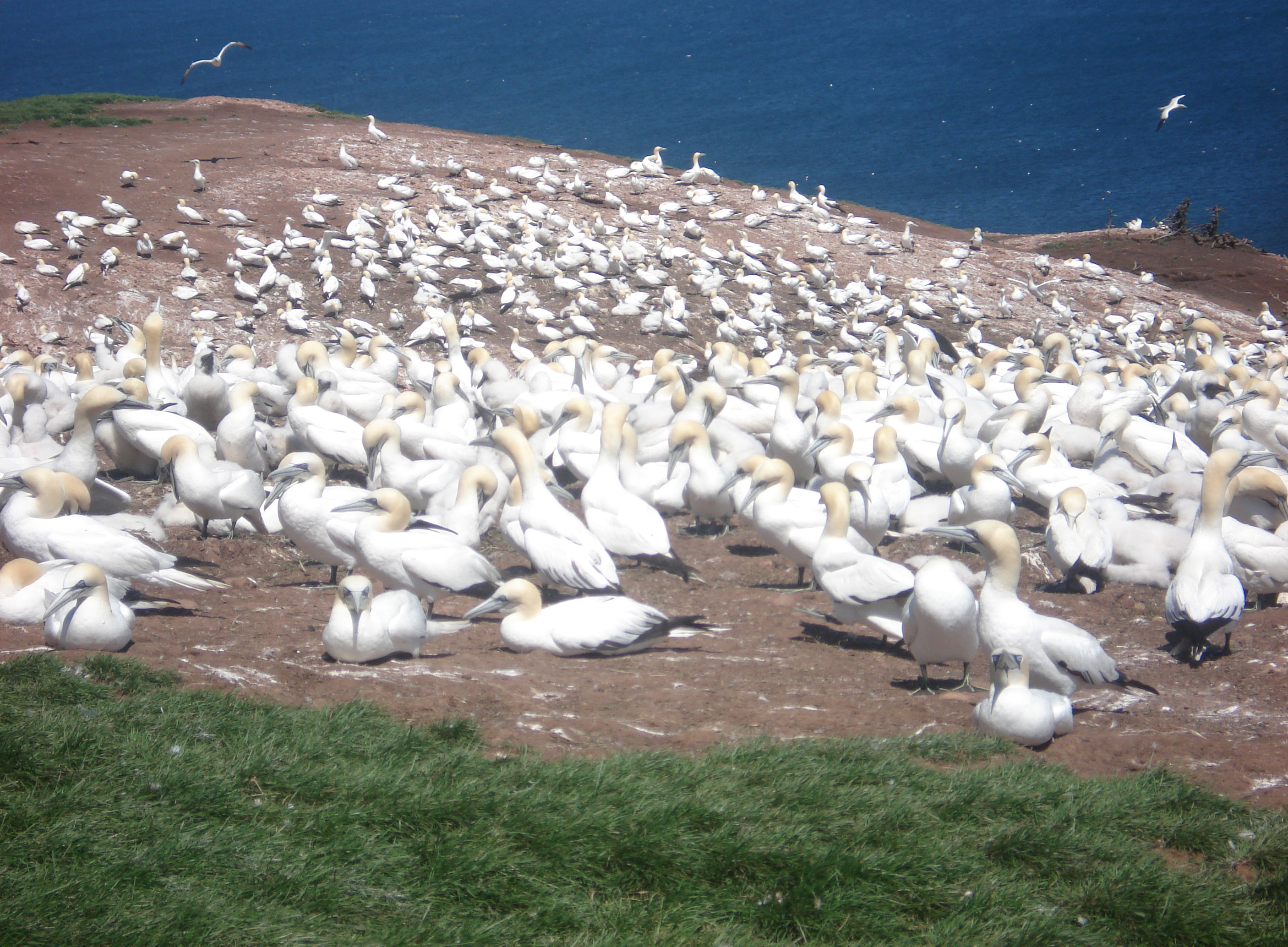

중요조류지역(Important Bird Area) 또는 중요 조류 및 생물다양성 지역(Important Bird and Biodiversity Area, IBA)은 전 세계의 새의 개체수 보존에 대해 국제적으로 중요하다고 동의한 기준을 충족하는 지역이다. IBA는 버드라이프 인터내셔널에 의해 개발되었고 동 단체에 의해 지역이 식별되었다. 현재 13,000개가 넘는 IBA가 전 세계적으로 존재한다.

## 기준
- A1: Globally threatened species
- A2: Restricted-range species
- A3: Biome-restricted species
- A4: Congregations

## 같이 보기
- 생물 다양성
- 생물 다양성 핫스팟
- 보호 지역